# 분데스리가 1967-68
푸스볼-분데스리가 1967-68은 서독의 축구 1부리그인 푸스볼-분데스리가의 5번째 시즌이다. 이 시즌은 1967년 8월 18일에 시작되어 1968년 5월 28일에 종료되었다. 브라운슈바이크는 전 시즌 챔피언이었다.

## 대회 형식
리그의 각 팀들은 다른 팀들을 상대로 각 두 번씩, 즉 홈 경기 한 번, 원정 경기 한 번씩을 치르게 된다. 경기에서 승리 시 승점 2점을 받으며, 무승부를 거둘 경우 승점 1점을 챙길 수 있다. 두 팀 이상이 승점에서 동률을 이룰 경우, 이들 간의 순위는 골평균으로 결정된다. 시즌이 끝나고, 가장 많은 승점을 획득한 팀이 우승을 거두게 되며, 반대로 승점이 가장 적은 두 팀은 각 연고지의 레기오날리가 (2부리그) 로 강등된다.

## 1966-67 시즌으로부터의 팀 변경
뒤셀도르프와 에센은 최하위 두 자리를 가져감에 따라 레기오날리가로 강등되었다. 그들의 자리는 플레이오프 조 승자들인 아헨과 노인키르헨이 가져갔다.

## 시즌 요약
1967-68 시즌에는 혁신적인 제도가 도입되었다. 그에 따라 한 팀당 한 경기에서 1명의 선수를 교체할 수 있도록 허용되었다. 비록 선수 교체는 부상에 경우에만 가능하였지만, 감독들에게 있어서는 전략을 짜는 새로운 방식이 필요하게 되었다.
이 시즌의 우승팀은 뉘른베르크였다. 막스 메르켈 감독의 지도하에 뉘른베르크는 시즌 전반이 종료되었을 때 무려 2위와 7점의 승점차를 기록하였다. 뉘른베르크는 시즌 막판에 집중력이 흐트려졌음에도 불구하고, 첫 분데스리가 타이틀을 획득하는 데 별 어려움을 겪지 않았다. 뉘른베르크는 이 시즌의 우승으로 독일 챔피언십을 9번 우승하여 당시 최다 기록을 세웠다.
유럽대항전, 컵위너스컵에서 바이에른 뮌헨과 함부르크는 모두 준결승 진출에 성공하였다. 독일 팀의 컵위너스컵 3년연속 석권의 길을 막은 팀은 이탈리아의 AC 밀란이었다. 바이에른 뮌헨은 AC 밀란에 2-0으로 패하였고, 밀란은 그에 이어 로테르담의 스타디온 페예노르트에서 열린 결승전에서 4년 연속 서독 팀 결승 진출의 공탑을 세운 함부르크를 꺾었다. 함부르크는 그 전에 준결승전에서 웨일스의 카디프 시티 FC를 만나 합계 4-3의 승리를 거두었다. 그러나, 이 시즌은 함부르크에서 운이 따르지 않는 실망스러운 시즌으로, 정규리그에서도 13위로 마감하는 데 그쳤다.
리그 하위권에서, 강등권 레이스가 리그 초반부터 뚜렷하게 구도가 그려졌다. 노인키르헨과 카를스루에는 4경기를 남겨놓고 모두 레기오날리가 강등이 확정되었다. 두 팀은 모두 양질의 선수가 부족하고 운이 따르지 않았으며, 분데스리가 전체에서 최악의 공격과 수비를 보였다.

## 참가 팀
| 구단             | 위치                 | 홈구장                   | 수용 인원 |
| ---------------- | -------------------- | ------------------------ | --------- |
| 노인키르헨       | 노인키르헨           | 엘렌펠트슈타디온         | 32,000    |
| 뉘른베르크       | 뉘른베르크           | 슈테티셰스 슈타디온      | 64,238    |
| 도르트문트       | 도르트문트           | 로트 에르트 슈타디온     | 30,000    |
| 뒤스부르크       | 뒤스부르크           | 베다우슈타디온           | 38,500    |
| 묀헨글라트바흐   | 묀헨글라트바흐       | 뵈켈베르크 슈타디온      | 34,500    |
| 1860 뮌헨        | 뮌헨                 | 그륀발데어 슈타디온      | 44,300    |
| 바이에른 뮌헨    | 뮌헨                 | 그륀발데어 슈타디온      | 44,300    |
| 브라운슈바이크   | 브라운슈바이크       | 아인트라흐트슈타디온     | 38,000    |
| 베르더 브레멘    | 브레멘               | 베저슈타디온             | 32,000    |
| 샬케 04          | 겔젠키르헨           | 글뤼카우프-캄프반 경기장 | 35,000    |
| 슈투트가르트     | 슈투트가르트         | 네카어슈타디온           | 53,000    |
| 아헨             | 아헨                 | 올드 티볼리              | 30,000    |
| 카를스루에       | 카를스루에           | 빌트파르크슈타디온       | 50,000    |
| 카이저슬라우테른 | 카이저슬라우테른     | 베첸베르크 슈타디온      | 42,000    |
| 쾰른             | 쾰른                 | 뮌게르스도퍼슈타디온     | 76,000    |
| SGE 프랑크푸르트 | 프랑크푸르트 암 마인 | 발트슈타디온             | 87,000    |
| 하노버 96        | 하노버               | 니더작센슈타디온         | 86,000    |
| 함부르크         | 함부르크             | 폴크스파르크슈타디온     | 80,000    |

## 리그 순위
| 순위 | 팀               | 경기 | 승 | 무 | 패 | 득 | 실 | 골평균 | 승점 | 참가 및 강등                    |
| ---- | ---------------- | ---- | -- | -- | -- | -- | -- | ------ | ---- | ------------------------------- |
| 1    | 뉘른베르크 (C)   | 34   | 19 | 9  | 6  | 71 | 37 | 1.919  | 47   | 유러피언컵 1968-69 1라운드      |
| 2    | 베르더 브레멘    | 34   | 18 | 8  | 8  | 68 | 51 | 1.333  | 44   |                                 |
| 3    | 묀헨글라트바흐   | 34   | 15 | 12 | 7  | 77 | 45 | 1.711  | 42   |                                 |
| 4    | 쾰른             | 34   | 17 | 4  | 13 | 68 | 52 | 1.308  | 38   | UEFA 컵위너스컵 1968-69 1라운드 |
| 5    | 바이에른 뮌헨    | 34   | 16 | 6  | 12 | 68 | 58 | 1.172  | 38   |                                 |
| 6    | SGE 프랑크푸르트 | 34   | 15 | 8  | 11 | 58 | 51 | 1.137  | 38   |                                 |
| 7    | 뒤스부르크       | 34   | 13 | 10 | 11 | 69 | 58 | 1.19   | 36   |                                 |
| 8    | 슈투트가르트     | 34   | 14 | 7  | 13 | 65 | 54 | 1.204  | 35   |                                 |
| 9    | 브라운슈바이크   | 34   | 15 | 5  | 14 | 37 | 39 | 0.949  | 35   |                                 |
| 10   | 하노버 96        | 34   | 12 | 10 | 12 | 48 | 52 | 0.923  | 34   |                                 |
| 11   | 아헨             | 34   | 13 | 8  | 13 | 52 | 66 | 0.788  | 34   |                                 |
| 12   | 1860 뮌헨        | 34   | 11 | 11 | 12 | 55 | 39 | 1.41   | 33   |                                 |
| 13   | 함부르크         | 34   | 11 | 11 | 12 | 51 | 54 | 0.944  | 33   |                                 |
| 14   | 도르트문트       | 34   | 12 | 7  | 15 | 60 | 59 | 1.017  | 31   |                                 |
| 15   | 샬케 04          | 34   | 11 | 8  | 15 | 42 | 48 | 0.875  | 30   |                                 |
| 16   | 카이저슬라우테른 | 34   | 8  | 12 | 14 | 39 | 67 | 0.582  | 28   |                                 |
| 17   | 노인키르헨 (R)   | 34   | 7  | 5  | 22 | 33 | 93 | 0.355  | 19   | 레기오날리가로 강등             |
| 18   | 카를스루에 (R)   | 34   | 6  | 5  | 23 | 32 | 70 | 0.457  | 17   | 레기오날리가로 강등             |

출처: (독일어) www.dfb.de 

순위 결정 우선순위는 다음에 의해 결정된다: 1) 승점; 2) 골평균 

(C) = 우승; (R) = 강등; (P) = 승격; (O) = 플레이오프 승자; (A) = 다음 라운드 진출 

시즌이 종료되지 않았을때에만 다음을 사용: 

(Q) = 해당 라운드 진출; (TQ) = 토너먼트 진출, 그러나 진출 라운드 미정; (DQ) = 진출 무효

## 결과
| 홈\원정1         | AAC | BRS | BRE | DOR | DUI | FRA | HAM | H96 | KAI | KAR | KÖL | MGL | M60 | FCB | NKI  | NUR | S04 | STU |
| ---------------- | --- | --- | --- | --- | --- | --- | --- | --- | --- | --- | --- | --- | --- | --- | ---- | --- | --- | --- |
| 아헨             | -   | 2–1 | 1–1 | 3–0 | 4–4 | 2–1 | 2–0 | 2–2 | 1–1 | 2–1 | 4–2 | 0–0 | 3–3 | 0–4 | 5–1  | 2–0 | 2–1 | 3–2 |
| 브라운슈바이크   | 2–0 | -   | 0–3 | 2–0 | 3–0 | 0–0 | 0–1 | 0–1 | 1–0 | 1–0 | 1–2 | 2–1 | 0–1 | 1–0 | 4–2  | 0–3 | 1–0 | 2–1 |
| 베르더 브레멘    | 0–1 | 3–2 | -   | 2–1 | 3–3 | 2–0 | 1–4 | 1–0 | 2–1 | 6–1 | 3–1 | 0–4 | 2–2 | 4–1 | 2–1  | 0–4 | 2–0 | 3–1 |
| 도르트문트       | 1–0 | 0–1 | 1–1 | -   | 4–3 | 2–1 | 2–2 | 3–1 | 4–0 | 5–0 | 2–0 | 3–1 | 0–0 | 6–3 | 6–0  | 1–2 | 2–1 | 2–1 |
| 뒤스부르크       | 3–0 | 2–3 | 1–1 | 2–2 | -   | 0–1 | 1–2 | 1–2 | 7–0 | 2–1 | 3–2 | 2–2 | 2–1 | 3–3 | 3–1  | 2–0 | 1–1 | 3–3 |
| SGE 프랑크푸르트 | 1–1 | 2–0 | 5–3 | 4–1 | 3–2 | -   | 1–1 | 3–0 | 5–2 | 2–0 | 1–2 | 3–1 | 2–1 | 2–3 | 4–1  | 1–2 | 2–2 | 4–0 |
| 함부르크         | 5–1 | 0–0 | 2–1 | 3–2 | 1–3 | 0–1 | -   | 2–3 | 1–1 | 0–0 | 3–1 | 2–3 | 2–2 | 2–1 | 0–0  | 3–1 | 1–1 | 1–1 |
| 하노버 96        | 1–1 | 1–1 | 4–2 | 2–2 | 2–2 | 2–1 | 2–2 | -   | 2–1 | 2–0 | 3–0 | 1–1 | 1–2 | 2–1 | 2–0  | 1–1 | 2–2 | 2–1 |
| 카이저슬라우테른 | 1–0 | 2–2 | 2–2 | 2–2 | 0–1 | 1–1 | 3–3 | 0–0 | -   | 1–1 | 2–1 | 0–1 | 0–0 | 2–2 | 2–1  | 1–0 | 1–0 | 2–0 |
| 카를스루에       | 2–4 | 1–2 | 1–2 | 2–0 | 0–2 | 0–1 | 2–1 | 3–1 | 2–2 | -   | 0–1 | 3–2 | 0–3 | 0–2 | 5–1  | 1–1 | 1–0 | 1–4 |
| 쾰른             | 3–1 | 1–0 | 1–4 | 3–0 | 3–0 | 5–1 | 2–1 | 2–1 | 5–0 | 4–0 | -   | 2–5 | 1–0 | 3–3 | 2–1  | 3–3 | 7–0 | 2–2 |
| 묀헨글라트바흐   | 3–0 | 2–0 | 3–1 | 2–2 | 1–1 | 1–1 | 4–1 | 5–1 | 8–2 | 0–0 | 1–0 | -   | 1–1 | 1–1 | 10–0 | 1–1 | 1–6 | 1–1 |
| 1860 뮌헨        | 6–0 | 1–0 | 1–3 | 3–0 | 0–1 | 5–0 | 0–1 | 3–1 | 0–3 | 3–0 | 0–1 | 0–0 | -   | 3–2 | 5–0  | 1–2 | 1–2 | 3–3 |
| 바이에른 뮌헨    | 4–1 | 3–0 | 2–3 | 2–0 | 0–4 | 3–0 | 1–0 | 1–0 | 4–1 | 3–0 | 0–3 | 3–1 | 2–2 | -   | 4–0  | 0–2 | 2–0 | 3–1 |
| 노인키르헨       | 0–1 | 1–2 | 0–0 | 3–2 | 2–1 | 2–2 | 0–3 | 3–1 | 2–1 | 3–2 | 2–1 | 0–3 | 1–0 | 1–1 | -    | 2–2 | 1–5 | 0–5 |
| 뉘른베르크       | 4–1 | 3–1 | 0–0 | 2–1 | 4–1 | 0–2 | 4–0 | 2–1 | 4–1 | 2–0 | 2–1 | 1–0 | 1–1 | 7–3 | 3–0  | -   | 2–3 | 5–1 |
| 샬케 04          | 2–1 | 0–2 | 0–2 | 1–0 | 0–3 | 0–0 | 3–0 | 1–1 | 2–1 | 2–0 | 1–1 | 3–4 | 0–0 | 0–1 | 2–0  | 0–0 | -   | 2–1 |
| 슈투트가르트     | 4–1 | 0–0 | 0–3 | 4–1 | 3–0 | 4–0 | 4–1 | 2–0 | 0–1 | 3–2 | 2–0 | 1–3 | 2–1 | 3–0 | 2–1  | 1–1 | 2–0 | -   |

출처: (독일어) www.dfb.de 

1 홈팀은 왼쪽 열의 팀이다. 

청색은 홈팀 승리를, 홍색은 원정팀 승리를, 황색은 무승부를 의미

## 득점 집계
27골
- 요하네스 뢰어 (쾰른)

25골
- 프란츠 브룽스 (뉘른베르크)

19골
- 헤어베어트 라우멘 (묀헨글라트바흐)
- 페터 마여 (묀헨글라트바흐)
- 게르트 뮐러 (바이에른 뮌헨)
- 라이너 올하우저 (바이에른 뮌헨)

18골
- 로타어 에메리히 (도르트문트)
- 하인츠 슈트레흘 (뉘른베르크)

17골
- 호르스트 쾨펠 (슈투트가르트)

16골
- 라이너 부데 (뒤스부르크)
- 베르너 괴어츠 (베르더 브레멘)

## 챔피언 스쿼드
| 1. FC 뉘른베르크 |
| 골키퍼: 롤란트 바브라 (34); 줄러 토트 (1) 수비수: 호르스트 로이폴트 (34 / 1); 페어디난트 베나우어 (34); 루트비히 뮐러 (33 / 1); 프리츠 포프 (32); 헬무트 힐페어트 (4) 미드필더: 카를-하인츠 페어쉴 (32 / 4); 하인츠 뮐러 (29 / 2); 아우구스트 슈타레크 (24 / 5) 공격수: 프란츠 브룽스 (34 / 25); 하인츠 슈트레흘 (33 / 18); 게오르크 폴케어트 (33 / 9); 즈베즈단 체비나치 (33 / 3); 후베어트 쇨 (3) (괄호 안은 경기 출장 횟수 / 득점 횟수를 나타낸 것임) 감독: 막스 메르켈 명단에 있지만 출장 기록이 없는 선수: 아돌프 루프; 에발트 셰프너; 호르스트 블라켄부르크; 클라우스-위르겐 브라운; 만프레트 에벤회흐; 불프-인고 우즈베크 |

## 같이 보기
- DFB-포칼 1967-68